# Clematis pseudoscabiosifolia
Clematis pseudoscabiosifolia là một loài thực vật có hoa trong họ Mao lương. Loài này được H.Perrier mô tả khoa học đầu tiên năm 1953.